# Едди Гюнбез
Едди Гюнбез (азерб. Yeddi Günbəz) — семь куполов, или семь гробниц) — кладбище и группа мавзолеев, усыпальниц ширванских ханов, расположенных в 1,5 км западнее города Шемахы, в Азербайджане. Сохранились четыре мавзолея. Кладбище «Едди Гюнбез» находится на холме, в 200 м к югу от кладбища Шахандан. Имя своё оно получило от семи мавзолеев над могилами шемахинских ханов XVIII—XIX вв.
Наиболее ранний мавзолей из сохранившихся датируется 1810 годом, о чём говорит надпись, высеченная над входом в мавзолей. В плане мавзолеи имеют восьмигранную форму. Внутренние грани обработаны нишами, которые перекрыты полукуполами стрельчатой формы. Восьмигранники в плане с помощью угловых тромпов со сталактитами переходят в шестнадцатигранники, а затем посредством угловых розеток переходят в окружности куполов. Мавзолеи как внутри, так и снаружи облицованы белым камнем.
В трёх из четырёх сохранившихся мавзолеев (№ 1, 3 и 4) над входами высечены надписи. На мавзолее под № 4 1810 года указано также имя мастера-строителя Таги. В шести мавзолеях были обнаружены в общей сложности 22 могилы, из которых на 18 надгробиях в форме саркофагов и стел высечены надписи с датой. Надписи называют имена правителей и отдельных государственных деятелей XIX века и членов их семей. Мавзолей же под номером 5 полностью разрушен.
Мавзолей № 7 принадлежит семье последнего ширванского хана Мустафа-хана. Здесь похоронены сын Мустафа-хана Азад-хан и дочь Нух-бека (судя по тому, что они похоронены в одном мавзолее, историк Сима Керимзаде предполагает наличие родства между ними). На основании имеющихся датировок могил внутри мавзолея, Керимзаде предполагает, что он возведён в 1865—1867 гг.
На кладбище похоронен поэт-сатирик XIX-начала XX вв. Мирза Алекпер Сабир.
На территории кладбища встречалась закавказская гюрза.